# Voto Joven
Voto Joven es una organización venezolana impulsada por jóvenes que data del año 2011, y que surge como proyecto de un grupo de estudiantes de la Universidad Simón Bolívar. La organización promueve la participación ciudadana y la defensa de los derechos políticos y electorales entre jóvenes venezolanos, especialmente la inscripción ante el Registro Electoral y la defensa del voto. Actualmente cuenta con activistas en todo el territorio nacional, integrada por universitarios, líderes comunitarios, trabajadores y militantes de partidos políticos de Venezuela. Ha denunciado y visibilizado los obstáculos que tienen los jóvenes venezolanos para ejercer el derecho a elegir.

## Historia
La organización surgió como un proyecto entre jóvenes estudiantes de la Universidad Simón Bolívar y otras universidades del país, buscaban principalmente promover el Derecho al sufragio de los jóvenes en Venezuela y la Defensa del Voto en el marco del proceso electoral Parlamentarias 2010 de Venezuela, pronto este grupo de jóvenes se dio cuenta de que tenía un proyecto más importante en sus manos y decidieron crear una Organización de Sociedad Civil que pudiese extenderse a nivel Nacional. Voto Joven inició con la promoción de una campaña que invitará a los jóvenes a inscribirse ante el Registro Electoral para las elecciones Parlamentarias 2010, se estima que motivó a aproximadamente 750 000 jóvenes a que se inscribieran en el Registro Electoral en los primeros cuatro meses de 2010. Cifra que resultaba alarmante por la gran brecha de jóvenes que no estaban inscritos en el Registro. Asimismo, es una organización que se dedica a la Observación Electoral Ciudadana. En la madrugada del día de las elecciones parlamentarias de 2010, efectivos del Plan República allanaron un centro de denuncias de Voto Joven que había sido instalado en la Universidad Simón Bolívar, ingresando con armas largas y llevándose tres computadoras, sin una orden de allanamiento y violando la autonomía universitaria.
Voto Joven asistió el proceso de la consulta nacional de Venezuela de 2017 junto con organizaciones como Súmate y EsData.
Actualmente tiene más de 12 años de trayectoria, practica la renovación de liderazgos y por ello, hasta la fecha ha tenido 4 generaciones distintas de Coordinadores Nacionales. En 2016, por primera vez en la historia de la Organización una mujer asumió la Coordinación Nacional de Voto Joven, posteriormente en 2020, se escogió otra mujer. Es conocida por sus campañas para promover la inscripción ante el Registro Electoral, acciones de exixgibilidad por jornadas especiales de inscripción y actualización de datos ante el Registro Electoral y los programa formativos para nuevos liderazgos. 
Es una de las Organizaciones fundadoras de la Red Electoral Ciudadana, espacio desde el cual genera acciones de observación electoral ciudadana y defensa del voto. Ha observado los procesos electorales: Parlamentarias 2010, Presidenciales 2012, Presidenciales 2013, Parlamentarias 2015, Parlamentarias 2020 y Regionales y Municipales 2021. En 2021, fue una de las Organizaciones que acompañó la renovación de la Misión Internacional Independiente de Determinación de Hechos de las Naciones Unidas.